# 小宮山あかり
小宮山 あかり（こみやま あかり、2月27日 - ）は、日本の女性声優。長野県出身。ソニー・ミュージックアーティスツ所属。

## 略歴
2022年に開催された『アニストテレスvol.9』に合格し、ソニー・ミュージックアーティスツに所属。

## 人物
趣味はお料理、お散歩、ハンドメイド、歌うこと、美味しいお茶を飲むこと。特技は弓道(弍段)。

## 出演
太字はメインキャラクター。

### テレビアニメ
2024年
- ラブライブ!スーパースター!!

### 劇場アニメ
- 映画 ラブライブ!虹ヶ咲学園スクールアイドル同好会 完結編（2024年[6]）

### ゲーム
2023年
- Re:ステージ! プリズムステップ（中野りんか）

2025年
- 魔法少女まどか☆マギカ Magia Exedra（ナマエ）

### ボイスドラマ
- ぬいぐるみの魔法『ヤンデレ少女からぬいぐるみの僕は逃げられない』（2024年、いじめっ子[9]）

### ラジオ
- 魔法少女まどか☆マギカ Radio Exedra（2025年、文化放送[10]）

## ディスコグラフィ

### キャラクターソング
| 発売日         | 商品名           | 歌               | 楽曲                     | 備考                    |
| -------------- | ---------------- | ---------------- | ------------------------ | ----------------------- |
| 2024年1月31日  | 誘宵アバンダンス | トライアムトーン | 「誘宵アバンダンス」     | 『Re:ステージ！』関連曲 |
| 2024年1月31日  | 誘宵アバンダンス | トライアムトーン | 「WANTED」               | 『Re:ステージ！』関連曲 |
| 2024年1月31日  | 誘宵アバンダンス | トライアムトーン | 「サンダーレスキュー！」 | 『Re:ステージ！』関連曲 |
| 2024年10月31日 | Rewind           | トライアムトーン | 「ドンキュロス」         | 『Re:ステージ！』関連曲 |

## ライブ・イベント
- maruxenon Live Vol.61（2023年10月25日、青山月に見ル君想フ）[11]
- Re:ステージ! Unveiling PARTY!! ～Trium Tone×Archouchou（2024年3月31日、FOSTERホール（昭島市民会館））[12]
- 太陽と踊れ月夜に唄え TAIBAN LIVE 「日進月歩」Vol.8（2024年5月19日、harevutai）[13]
- Re:ステージ！ PRISM☆FESTIVAL!! vol.1 -Resistance-（2024年6月15日、森のホール21（松戸市文化会館））[14]
- Magia Day 2024（2024年8月25日、有楽町朝日ホール）[15]
- 楠木ともりのこと。イベント2024 ～ともりっ子集まれー！～（2024年10月26日、科学技術館サイエンスホール）[16]

### ユニットメンバー
1. 1 2  旭日向（和泉風花）、佐倉未雨（齊藤未莉依）、中野りんか（小宮山あかり）